# 459 (szám)
A 459 (római számmal: CDLIX) egy természetes szám.

## A szám a matematikában
A tízes számrendszerbeli 459-es a kettes számrendszerben 111001011, a nyolcas számrendszerben 713, a tizenhatos számrendszerben 1CB alakban írható fel.
A 459 páratlan szám, összetett szám, kanonikus alakban a 33 · 171 szorzattal, normálalakban a 4,59 · 102 szorzattal írható fel. Nyolc osztója van a természetes számok halmazán, ezek növekvő sorrendben: 1, 3, 9, 17, 27, 51, 153 és 459.
A 459 négyzete 210 681, köbe 96 702 579, négyzetgyöke 21,42429, köbgyöke 7,71384, reciproka 0,0021786. A 459 egység sugarú kör kerülete 2883,98206 egység, területe 661 873,88185 területegység; a 459 egység sugarú gömb térfogata 405 066 815,7 térfogategység.